# Cernunnos

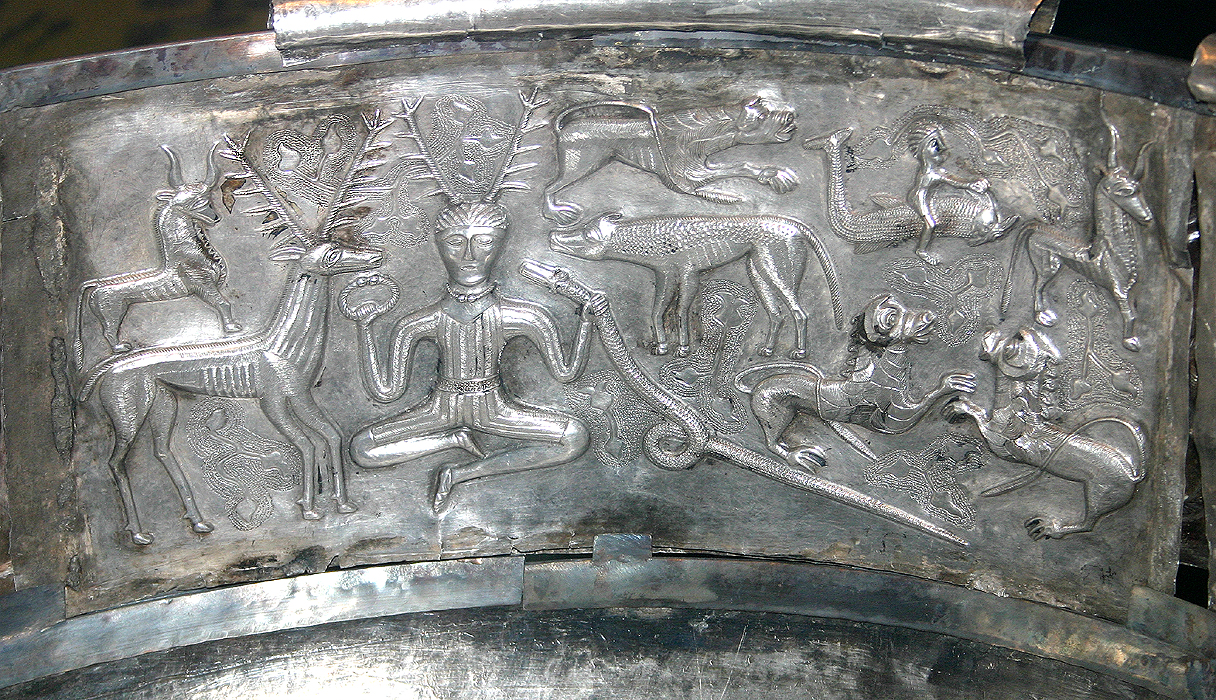
Gehörnter Gott oder Schamane in sitzender Position auf dem silbernen Kessel von Gundestrup

Cernunnos (auch Kernunnus) ist vermutlich der latinisierte Name eines keltischen Gottes. Sein Name wird als „der Gehörnte“ gedeutet, und er wird aus den bildlichen Darstellungen zumeist als Gott der Natur, der Tiere oder der Fruchtbarkeit interpretiert.

## Namensherkunft
Der Name Cernunnos wird zumeist als „der Gehörnte“ oder „der mit den Ecken“ gedeutet und wurde in dieser Form in Gallien nur zweimal gefunden, wobei eine Form (auf dem Nautenpfeiler) nur fragmentarisches „[C]ERNVNNOS“ zeigt. Weitere Schreibweisen sind Karnonos, Cernenus, Cornutus, Karnuntinus und Kornunus, von denen immerhin drei übereinstimmend als Beinamen des gallischen Jupiters auftauchen, außerdem wird ein Cerunincos auf einer luxemburgischen Inschrift genannt.

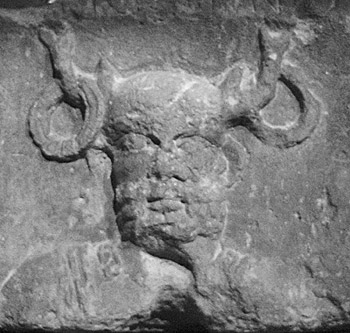
Cernunnos-Darstellung auf dem Pilier des Nautes (Inschrift oben unkenntlich)

## Verbreitung
Es gibt keine antiken literarischen Erwähnungen eines Gottes Cernunnos, doch wurden in Gallien, aber auch in Teilen Spaniens und Norditaliens bildliche Darstellungen des „Hirschgeweihgottes“ gefunden. Insgesamt lassen sich Spuren von Britannien über Gallien, Spanien und Italien bis nach Rumänien verfolgen. Der Name des Gottes wurde erst neuzeitlich mit dem Fund einer beschrifteten Darstellung am Pariser Pilier des Nautes bekannt. Caesar berichtet im so genannten Gallier-Exkurs seines Werks De bello Gallico, die Gallier führten ihre Abstammung auf einen Nachtgott zurück, den er in Interpretatio Romana mit dem altitalischen Dis Pater gleichsetzt. Dies sei der Grund, weshalb die Kelten nicht in Tagen, sondern in Nächten rechneten (vergleiche das englische Wort fortnight für einen Zeitraum von vierzehn Tagen). In dieser Gottheit, deren gallischen Namen Caesar nicht nennt, wollen manche moderne Forscher Cernunnos erkennen. Eine andere Vermutung besagt, dass er der Stammesgott der Karnuten sei, in deren Gebiet sich das Zentralheiligtum der Druiden Galliens befand.

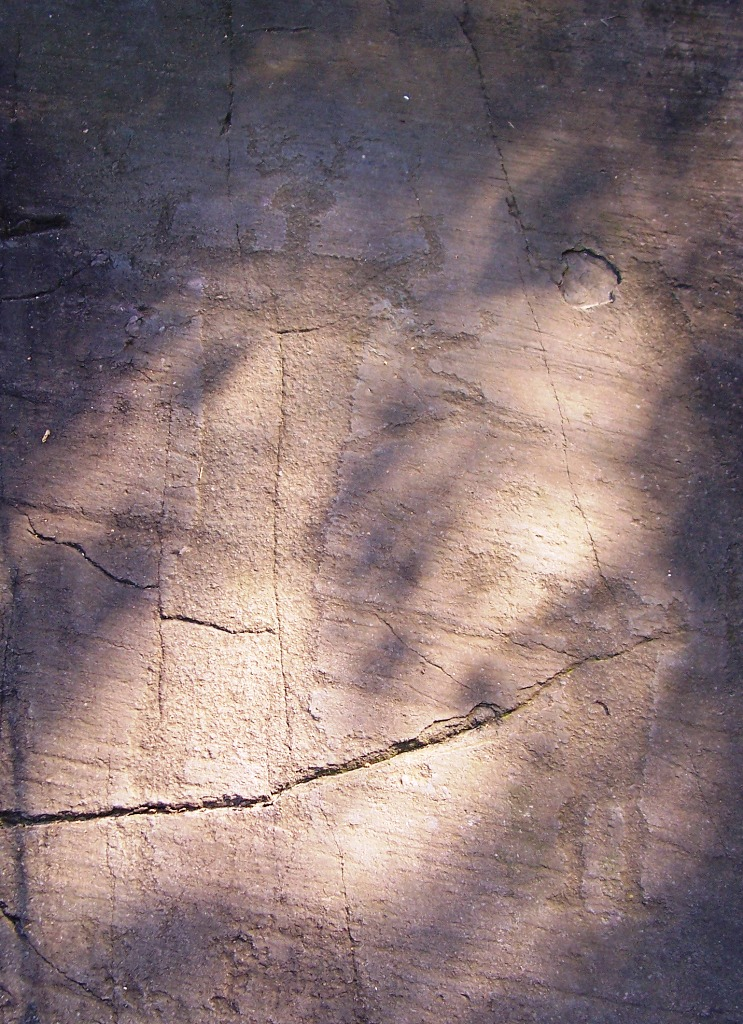
„Geweihgott“ auf Felszeichnungen im Nationalpark von Naquane (Felsbilder des Valcamonica – Capo di Ponte)

## Einflüsse

### Ikonographie des Geweihgotts
Als „Hirschgott“ oder „Geweihgott“ wird in der Archäologie eine männliche Gestalt mit Hirschgeweih benannt, die häufig in einer sitzenden, manchmal an den Lotussitz oder einen meditierenden Buddha erinnernden Haltung dargestellt wurde. Oft ist der Geweihgott bärtig dargestellt, manchmal als Jüngling, meist aber als reifer Mann. Weitere Attribute sind ein Füllhorn oder ein Torques (ein Art Ring) und eine oder mehrere Schlangen (oftmals die sogenannte „Widderhornschlange“). Die bekannteste Darstellung, die mit dem Geweihgott in Verbindung gebracht wird, ist das Relief auf dem 1891 in Dänemark gefundenen Kessel von Gundestrup, dessen Herkunft im östlichen Siedlungsgebiet der Kelten gesucht wird (Das Bildnis wird jedoch mit ebenso guten Argumenten als Schamane gedeutet). Bei tungusischen Schamanen gehört das Hirschgeweih zum Zeremonialschmuck. Zu Artefakten der späten Mesolithikums in Mittelnordeuropa und den Britischen Inseln gehören auch Hirschgeweihmasken, wie die von Star Carr, Bedburg-Königshoven oder Berlin-Biesdorf. Auch für diese Hirschgeweihmasken wird ein schamanischer Ritualhintergrund diskutiert. Das bisher älteste bekannte Bildnis, das möglicherweise Cernunnos darstellen könnte, ist eine Felszeichnung aus dem Val Camonica in der Provinz Brescia, welche eine mythische Figur mit erhobenen Armen und Torques zeigt, während vor ihr eine gehörnte Schlange aus dem Boden emporsteigt. Insgesamt wirkt sie beinahe viermal größer als die um sie herumstehenden Menschenfiguren, die ebenfalls die Arme erhoben haben. Zwar nicht mit erkennbarem Geweih aber mit Torques und Schlange in der Hand erscheint auch die Figur auf dem Tanzendes Männlein genannten keltischen Münztyp.
Auf einem 1710 unter dem Chor der Kathedrale Notre-Dame de Paris gefundenen Basrelief wird dem dargestellten Geweihgott der (unvollständig erhaltene) Name „[C]ERNVNNOS“ zugeordnet. Das zugehörige Monument, der Pilier des Nautes (Kultpfeiler der Nautae Parisiaci), eine fünfstöckige Quadersäule der Gilde der Fluss-Schiffer vom Stamm der Parisier, stand ursprünglich in einem zentralen Tempel von Lutetia, dem heutigen Paris, und befindet sich heute im Musée de Cluny. Neben den Namen der griechisch-römischen Gottheiten Jupiter, „Volcanus“ und der Dioskuren sowie bildlichen Darstellungen des Mars und Merkur (vielleicht auch der Fortuna, Juno, Venus und Rosmerta), sind hier die keltischen Götter Tarvos Trigaranus, Esus, Cernunnos und Smertrios mit ihren Abbildungen zu sehen. Eine weitere Darstellung befindet sich als Steinrelief im Museum von Reims. Im Allgemeinen scheinen dem Geweihgott oft Tiere zugeordnet worden zu sein, weshalb man ihn auch in den Kontext der Darstellung und Verehrung eines „Herrn der Tiere“ einordnet.